# Calcio Catania 2003-2004
Questa pagina raccoglie i dati riguardanti il Calcio Catania nelle competizioni ufficiali della stagione 2003-2004.

## Stagione
Nella stagione 2003-2004 il Catania ha disputato il campionato di Serie B, ha raccolto 53 punti, ottenendo il nono posto della classifica. Allenato da Stefano Colantuono ha chiuso il girone di andata con 31 punti a metà classifica, ha fatto meglio nel ritorno, dove ha raccolto 36 punti. Si è trattato di un campionato anomalo a 24 squadre, con il Catania della famiglia Gaucci, ripescato nel torneo cadetto, con le altre retrocesse della stagione scorsa, non dalla giustizia sportiva, ma dalla giustizia ordinaria, quindi nelle aule del tribunale, dopo un precampionato trascorso nel limbo tra Serie B e Serie C. Sul campo gli etnei hanno avuto due gemelli cannonieri di stagione con 13 centri in campionato, Luis Oliveira e Giuseppe Mascara. A livello societario dopo quattro stagioni la famiglia Gaucci, annuncia a fine maggio di aver ceduto la società ad Antonino Pulvirenti. Riccardo Gaucci ha dato l'addio a squadra e città, con il grande merito di avere riportato il Catania in Serie B. Nella Coppa Italia il Catania ha giocato solo la prima partita del gruppo 8, a Brindisi (1-1), con la seconda giornata di Coppa è partita la protesta contro l'allargamento delle partecipanti al campionato cadetto, di molte squadre di Serie B che non sono scese in campo nella seconda e terza giornata di Coppa. Si sono viste così sconfitte a tavolino. Il Brindisi ed il Catania erano prime con 7 punti, per sorteggio è stato il Brindisi ad accedere al secondo turno di Coppa.

## Rosa
| N. |                      | Ruolo | Calciatore            |
| -- | -------------------- | ----- | --------------------- |
| 1  | Italia (bandiera)    | P     | Emanuele Concetti     |
| 2  | Italia (bandiera)    | D     | Alessandro Del Grosso |
| 2  | Italia (bandiera)    | D     | Alessandro Zoppetti   |
| 3  | Italia (bandiera)    | D     | Michele Zeoli         |
| 4  | Italia (bandiera)    | C     | Gennaro Delvecchio    |
| 5  | Italia (bandiera)    | D     | Guglielmo Stendardo   |
| 6  | Italia (bandiera)    | D     | Nicola Diliso         |
| 7  | Italia (bandiera)    | C     | Michele Fini          |
| 8  | Italia (bandiera)    | D     | Pietro Fusco          |
| 9  | Italia (bandiera)    | A     | Gabriele Scandurra    |
| 9  | Italia (bandiera)    | A     | Luigi Della Rocca     |
| 10 | Belgio (bandiera)    | A     | Luís Oliveira         |
| 11 | Rep. Ceca (bandiera) | A     | Jaroslav Šedivec      |
| 12 | Italia (bandiera)    | P     | Gaetano Romano        |
| 13 | Italia (bandiera)    | D     | Salvatore Monaco      |
| 14 | Italia (bandiera)    | C     | Fabio Firmani         |
| 15 | Italia (bandiera)    | C     | Luigi Pagliuca        |
| 16 | Italia (bandiera)    | D     | Andrea Giallombardo   |
| 17 | Marocco (bandiera)   | A     | Muolaij Hicham Miftah |
| 17 | Svizzera (bandiera)  | D     | Marco Padalino        |

| N. |                         | Ruolo | Calciatore           |
| -- | ----------------------- | ----- | -------------------- |
| 18 | Italia (bandiera)       | P     | Lorenzo Squizzi      |
| 99 | Italia (bandiera)       | A     | Giuseppe Ciliberto   |
| 19 | Italia (bandiera)       | C     | Francesco Montervino |
| 20 | Italia (bandiera)       | A     | Giuseppe Mascara     |
| 21 | Italia (bandiera)       | C     | Vito Grieco          |
| 22 | RD del Congo (bandiera) | A     | Christian Kanyengele |
| 22 | Italia (bandiera)       | P     | Paolo Mancini        |
| 23 | Italia (bandiera)       | C     | Alessandro Sturba    |
| 24 | Italia (bandiera)       | D     | Ernesto Terra        |
| 25 | Francia (bandiera)      | C     | Alain Behi           |
| 26 | Italia (bandiera)       | C     | Antonio Laurendi     |
| 27 | Italia (bandiera)       | A     | Emanuele Berrettoni  |
| 28 | Francia (bandiera)      | C     | Gaël Genevier        |
| 29 | Marocco (bandiera)      | D     | Jamal Alioui         |
| 30 | Italia (bandiera)       | C     | Fabio Fanelli        |
| 31 | Italia (bandiera)       | A     | Carlo Taldo          |
|    | Italia (bandiera)       | C     | Andrea Bussi         |
|    | Italia (bandiera)       | D     | Marco Pedotti        |
|    | Italia (bandiera)       | D     | Gennaro Monaco       |

## Risultati

### Campionato

#### Girone di andata
| Arbitro: | Rocchi (Firenze) |

|  |           |                                      |
|  | Marcatori | 58’ Oliveira 67’ Nygaard 78’ Mascara |

| Arbitro: | Messina (Bergamo) |

|  |           |                                    |
|  | Marcatori | 29’ Loria 31’ M. Esposito 50’ Zola |

| Arbitro: | Tagliavento (Terni) |

|               |           |                                       |
| Tarantino 72’ | Marcatori | 2’, 55’ Oliveira 21’ Fini 86’ Nygaard |

| Arbitro: | Bertini (Arezzo) |

|                     |           |              |
| Oliveira 29’ (rig.) | Marcatori | 18’ Salvetti |

| Arbitro: | Preschern (Mestre) |

|           |           |                       |
| Tulli 74’ | Marcatori | 2’ Monaco 32’ Mascara |

| Arbitro: | Ayroldi (Molfetta) |

|             |           |  |
| Nygaard 31’ | Marcatori |  |

| Arbitro: | Morganti (Ascoli Piceno) |

|                          |           |                     |
| Varricchio 51’ Gobbi 59’ | Marcatori | 85’ (rig.) Oliveira |

| Arbitro: | Preschern (Mestre) |

|          |           |                   |
| Fini 16’ | Marcatori | 72’ (aut.) Monaco |

| Arbitro: | Tombolini (Ancona) |

|                           |           |              |
| Frick 7’, 88’ Jiménez 89’ | Marcatori | 25’ Oliveira |

| Arbitro: | Saccani (Mantova) |

|              |           |              |
| Raimondi 80’ | Marcatori | 54’ Oliveira |

| Arbitro: | Tombolini (Ancona) |

|                                          |           |  |
| Sedivec 14’ Del Vecchio 35’ Oliveira 74’ | Marcatori |  |

| Arbitro: | Dattilo (Locri) |

|            |           |                                  |
| Caccia 45’ | Marcatori | 54’ Mascara 71’, 93’ Del Vecchio |

| Arbitro: | Paparesta (Bari) |

|  |           |                     |
|  | Marcatori | 7’ Corini 66’ Zauli |

| Arbitro: | Nucini (Bergamo) |

|              |           |  |
| Ferrante 40’ | Marcatori |  |

| Arbitro: | Ayroldi (Molfetta) |

|               |           |          |
| Sedivec 45+1’ | Marcatori | 2’ Budan |

| Arbitro: | Dondarini (Finale Emilia) |

|            |           |  |
| Stella 43’ | Marcatori |  |

| Arbitro: | Rocchi (Firenze) |

|           |           |               |
| Terra 37’ | Marcatori | 90+3’ Fontana |

| Arbitro: | De Marco (Chiavari) |

|                                               |           |                         |
| Giallombardo 45+1’ (aut.) 90+6’ (rig.) Protti | Marcatori | 61’ Mascara 86’ Sedivec |

| Arbitro: | Cruciani (Pesaro) |

|              |           |  |
| Oliveira 51’ | Marcatori |  |

| Arbitro: | Gabriele (Frosinone) |

|                 |           |  |
| Del Vecchio 31’ | Marcatori |  |

| Arbitro: | Preschern (Mestre) |

|                                     |           |                              |
| Vrizas 26’ Riganò 37’ Fantini 45+2’ | Marcatori | 65’ Del Vecchio 77’ Oliveira |

| Arbitro: | Carlucci (Molfetta) |

|  |           |            |
|  | Marcatori | 68’ Godeas |

| Avellino 19 gennaio 2004, ore 20:30 23ª giornata | Avellino            | 0 – 0 | Catania | Stadio Partenio\| Arbitro: \| Castellani (Verona) \| |
| Arbitro:                                         | Castellani (Verona) |       |         |                                                      |

#### Girone di ritorno
| Arbitro: | Giannoccaro (Lecce) |

|                                    |           |  |
| Mascara 49’ Oliveira 61’ Taldo 85’ | Marcatori |  |

| Arbitro: | Preschern (Mestre) |

|                 |           |  |
| Del Vecchio 83’ | Marcatori |  |

| Catania 8 febbraio 2004, ore 15:00 26ª giornata | Catania             | 0 – 0 | Como | Stadio Angelo Massimino\| Arbitro: \| Tagliavento (Terni) \| |
| Arbitro:                                        | Tagliavento (Terni) |       |      |                                                              |

| Verona 15 febbraio 2004, ore 15:00 27ª giornata | Verona           | 0 – 0 | Catania | Stadio Marcantonio Bentegodi\| Arbitro: \| Rodomonti (Roma) \| |
| Arbitro:                                        | Rodomonti (Roma) |       |         |                                                                |

| Arbitro: | Nucini (Bergamo) |

|                        |           |  |
| Mascara 58’ Grieco 60’ | Marcatori |  |

| Arbitro: | Pieri (Genova) |

|                                    |           |  |
| Di Napoli 30’ Sullo 62’ Giampà 66’ | Marcatori |  |

| Arbitro: | Carlucci (Molfetta) |

|               |           |  |
| Mascara 90+4’ | Marcatori |  |

| Arbitro: | De Marco (Chiavari) |

|                            |           |  |
| Tamburini 28’ Biondini 89’ | Marcatori |  |

| Arbitro: | Preschern (Mestre) |

|             |           |                |
| Mascara 28’ | Marcatori | 13’ Borgobello |

| Arbitro: | Romeo (Verona) |

|                          |           |                |
| Oliveira 29’ Mascara 68’ | Marcatori | 81’ G. Ferrari |

| Piacenza 21 marzo 2004, ore 15:00 34ª giornata | Piacenza                    | 0 – 0 | Catania | Stadio Leonardo Garilli\| Arbitro: \| Girardi (San Donà di Piave) \| |
| Arbitro:                                       | Girardi (San Donà di Piave) |       |         |                                                                      |

| Arbitro: | Morganti (Ascoli Piceno) |

|              |           |  |
| Oliveira 88’ | Marcatori |  |

| Arbitro: | Messina (Bergamo) |

|                                                                 |           |  |
| A. Filippini 7’ Biava 30’ Toni 57’, 73’ (rig.) E. Filippini 69’ | Marcatori |  |

| Arbitro: | M. Mazzoleni (Bergamo) |

|                        |           |  |
| Mascara 15’ Grieco 66’ | Marcatori |  |

| Arbitro: | Farina (Novi Ligure) |

|                                       |           |  |
| Gonnella 27’ Bellini 57’ Gautieri 74’ | Marcatori |  |

| Arbitro: | De Marco (Chiavari) |

|                             |           |  |
| Mascara 75’ Del Vecchio 84’ | Marcatori |  |

| Arbitro: | Castellani (Verona) |

|                     |           |          |
| Pià 4’ 62’ Biso 62’ | Marcatori | 2’ Terra |

| Arbitro: | De Santis (Roma) |

|  |           |                                      |
|  | Marcatori | Lucarelli 62’, 69’ (rig.) Protti 65’ |

| Arbitro: | Romeo (Verona) |

|                          |           |                               |
| Perović 52’ M. Vieri 82’ | Marcatori | 27’ Terra 37’, 50’ Berrettoni |

| Arbitro: | Racalbuto (Gallarate) |

|                    |           |                             |
| Cordova 69’ (rig.) | Marcatori | 21’ Del Vecchio 32’ Mascara |

| Arbitro: | Messina (Bergamo) |

|                |           |            |
| Berrettoni 25’ | Marcatori | 73’ Riganò |

| Trieste 5 giugno 2004, ore 20:30 45ª giornata | Triestina                | 0 – 0 | Catania | Stadio Nereo Rocco\| Arbitro: \| Morganti (Ascoli Piceno) \| |
| Arbitro:                                      | Morganti (Ascoli Piceno) |       |         |                                                              |

| Arbitro: | Tagliavento (Terni) |

|                                   |           |  |
| Padalino 73’ Mascara 90+2’ (rig.) | Marcatori |  |

### Coppa Italia
| Arbitro: | Tagliavento (Terni) |

|               |           |              |
| Francioso 18’ | Marcatori | 81’ Oliveira |

| 26 agosto 2003 2ª giornata | Catania | 3 – 0 | Avellino |  |

| 5 settembre 2003 3ª giornata | Catania | 3 – 0 | Lecce |  |